# Dichlorosilane
Le dichlorosilane est un composé chimique de formule SiH2Cl2. Il se présente sous la forme d'un gaz incolore d'odeur piquante extrêmement inflammable et susceptible de former des mélanges explosifs avec l'air. Il est principalement utilisé dans l'industrie microélectronique avec l'ammoniac NH3 pour déposer des couches minces de nitrure de silicium Si3N4 par dépôt chimique en phase vapeur basse pression (LPCVD) :
3 SiH2Cl2 + 4 NH3 → Si3N4 + 6 HCl + 6 H2.
Il est produit essentiellement par dismutation du trichlorosilane SiHCl3 avec formation parallèle de tétrachlorure de silicium SiCl4 :
2 SiHCl3  {\displaystyle \rightleftharpoons }  SiH2Cl2 + SiCl4.